# Reichsgesetzgebung 1848/1849

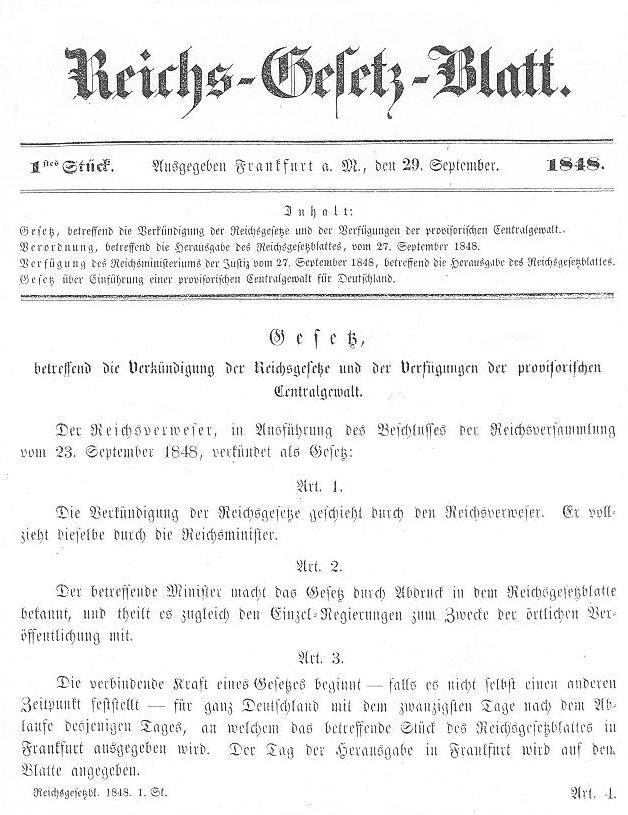
Reichsgesetzblatt 1848

Die Reichsgesetzgebung der Jahre 1848 und 1849 lag in den Händen der Frankfurter Nationalversammlung. Die Nationalversammlung sah sich, weil durch das Volk gewählt, als dazu berechtigt an und verabschiedete eine Reihe von Reichsgesetzen. Die Gesetze wurden im Reichsgesetzblatt veröffentlicht.
Die Gesetze der Nationalversammlung (die sich darin Reichsversammlung nannte) wurden von den Regierungen der Einzelstaaten teilweise anerkannt oder übernommen. Das Reichsrecht trat an die Stelle des Bundesrechtes des Deutschen Bundes.
Laut Frankfurter Reichsverfassung vom 28. März 1849 hätten der Kaiser einerseits und der Reichstag andererseits an der Gesetzgebung mitgewirkt. Der Kaiser konnte ein Gesetz allerdings nicht verhindern (das wäre ein absolutes Veto gewesen), sondern den Beschluss nur aufschieben (suspensives Veto). Einem Gesetz mussten beide Häuser des Reichstags zustimmen, mit einer wiederholten Zustimmung später konnte ein Veto des Kaisers überstimmt werden.

## Legitimation der Reichsgesetzgebung

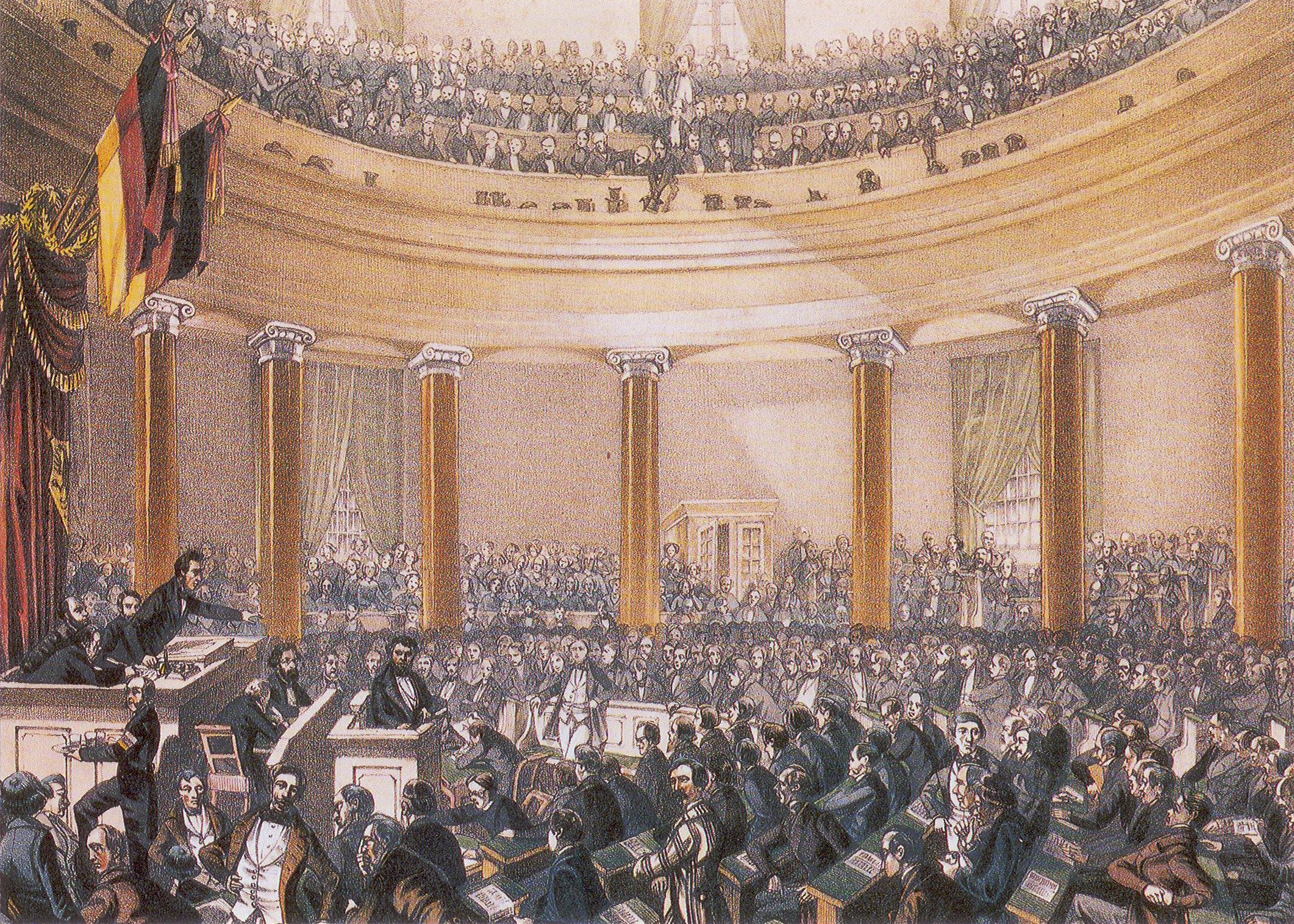
Frankfurter Nationalversammlung

Die Nationalversammlung war durch Wahlen zustande gekommen, die vom Bundestag veranlasst worden waren. Am 28. Juni 1848 verabschiedete sie das Reichsgesetz über die Einführung einer provisorischen Zentralgewalt für Deutschland und später das Reichsgesetz betreffend die Verkündung der Reichsgesetze und der Verfügungen der provisorischen Zentralgewalt. Die Zentralgewalt (mit Reichsverweser und Reichsministern) war die Exekutive und die Nationalversammlung (die sich in den späteren Gesetzen Reichsversammlung nennt) die Legislative eines ins Leben getretenen provisorischen Bundesstaates mit gesetzgebender und vollziehender Gewalt. Dadurch entstand eine revolutionäre provisorische Reichsverfassung, eine vorläufige Verfassungsordnung des Deutschen Reiches, die für eine Übergangszeit bis zur Annahme der endgültigen Verfassung gelten sollte.
Der Bundestag bekundete nach der Wahl des Reichsverwesers sein Einverständnis mit dieser Wahl und übertrug ihm am 12. Juli 1848 seine Befugnisse. Damit verbunden war auch die Anerkennung des Zentralgewaltgesetzes, aufgrund dessen die Nationalversammlung den Reichsverweser wählen konnte. Keine der Einzelstaatsregierungen hat sich von diesen Handlungen des Bundestags distanziert und etwa behauptet, er hätte nicht mit ihrer Zustimmung gehandelt. Zwar meinten die Regierungen (gemäß den Bundestagsbeschlüssen zur Wahl der Nationalversammlung), dass die endgültige Verfassung mit ihnen vereinbart werden müssen, so erkannten sie dennoch die verfassungsgebende Gewalt der Nationalversammlung für die vorläufige Verfassung an.
Das Zentralgewaltgesetz sah die Nationalversammlung als Parlament im Sinne des Konstitutionalismus an. Das Gesetz spricht ausdrücklich von der Verantwortlichkeit der Reichsminister gegenüber der Nationalversammlung, die Nationalversammlung sollte über Krieg und Frieden entscheiden, und es gab dem Reichsverweser eine vollziehende Gewalt (keine gesetzgebende), die ohne gesetzgebende Gewalt im Rechtsstaat nicht denkbar sei, so Ulrich Huber. Aus der vorläufigen verfassungsgebenden Gewalt der Nationalversammlung ist also eine gesetzgebende abzuleiten. Eine Ausnahme sieht er für Österreich: Bei der Wahl der Nationalversammlung hatte Österreich Vorbehalte gegenüber Beschlüssen der „Bundesversammlung“ (ein neues Organ, durch die Verfassung erst noch zu schaffen) angezeigt. Reichsgesetze waren dort also nicht automatisch rechtsgültig.

## Verkündung und Inkrafttreten

Der Reichsverweser, Johann von Österreich, unterzeichnete Reichsgesetze, war aber ansonsten nicht an ihnen beteiligt.

Das Zentralgewaltgesetz vom 28. Juni 1848 wurde von der Nationalversammlung beschlossen und vom Präsidenten der Nationalversammlung und dem Schriftführer unterzeichnet. Das Verkündungsgesetz vom 27. September verkündete der Reichsverweser, in Ausführung des Beschlusses „der Reichsversammlung vom 23. September 1848“. Das Verkündungsgesetz selbst spricht dann von der „Verkündigung“ (sic) der Reichsgesetze durch den Reichsverweser, vollzogen durch die Reichsminister. Danach veröffentlicht der betreffende Minister das Gesetz im Reichsgesetzblatt und teilt es den Einzelstaatsregierungen „zum Zwecke der örtlichen Veröffentlichung“ mit. Zwanzig Tage nachdem das betreffende Stück des Reichsgesetzblattes ausgegeben wurde, trat das Gesetz verbindlich „für ganz Deutschland“ in Kraft.
Am 24. August 1848 hatte der Reichsministerrat über den Gesetzentwurf über die Bekanntmachung der Gesetze beraten. Unter anderem Reichsfinanzminister Hermann von Beckerath beklagte, dass eine Beteiligung der Einzelstaaten an der Gesetzgebung nicht vorgesehen war. Dadurch könne es zu einem Bruch mit den Einzelstaaten kommen. Ministerpräsident Karl zu Leiningen und die Minister Johann Gustav Heckscher und Robert von Mohl widersprachen dem: Die Reichsgewalt habe das unbedingte Recht, Gesetze für ganz Deutschland zu beschließen. Gerade weil die Verhältnisse und Kompetenzen zwischen Einzelstaaten und Reichsgewalt noch unklar waren, solle man dies schnell im Sinne der Reichsgewalt regeln.
Der Ministerrat nahm dann am 29. August einen überarbeiteten Entwurf an, der im Sinne von Innenminister Anton von Schmerling überarbeitet worden war: Das Gesetz solle so formuliert sein, dass Konflikte mit den Einzelstaaten vermieden wurden. Justizminister Mohl brachte den Gesetzentwurf am 31. August in die Nationalversammlung ein. Diese überwies den Entwurf an den Gesetzgebungs-Ausschuss, der am 21. September Bericht erstattete. Mit wenigen Änderungen beschloss die Nationalversammlung am 23. September das Gesetz. Am 27. September wurde es im Reichsgesetzblatt Nr. 1 verkündet.

## Gesetzgebungsprozess
Nach der provisorischen Verfassungsordnung beschloss die Nationalversammlung die Gesetze allein; die Zentralgewalt spielte nur bei der Verkündung eine Rolle. In der endgültigen Reichsverfassung vom 28. März 1849 sollte jedoch auch die Zentral- oder Reichsgewalt (die Exekutive der Reichsebene) an der Gesetzgebung beteiligt sein. So entsprach es dem Modell der konstitutionellen Monarchie, wie es in vielen westeuropäischen Staaten üblich und den Frankfurter Abgeordneten eingängig war.
Das Volkshaus des Reichstags sollte vom deutschen Volk gewählt werden, das Staatenhaus hingegen die deutschen Länder vertreten. Jeder Staat entsandte eine bestimmte Anzahl von Abgeordneten in das Staatenhaus; davon die Hälfte vom Landesparlament, die Hälfte von der Landesregierung entsandt.
Daneben sah die Reichsverfassung einen erblichen Kaiser vor. Eine zentrale Streitfrage in der Nationalversammlung drehte sich um das Recht des Kaisers, Gesetze abzulehnen. Das wäre ein absolutes Veto gewesen, wie es die Rechte und teilweise das rechte Zentrum wünschte. Schließlich solle der Kaiser mehr als nur der bloße Vollstrecker von Reichstagsbeschlüssen sein. Die Linke und das linke Zentrum hingegen wollten dem Kaiser nur ein aufschiebendes, ein suspensives Veto zugestehen. Im linken Zentrum kam der Vorschlag auf, dass ein Veto des Kaisers durch eine Zweidrittelmehrheit in beiden Häusern überstimmt werden könnte. Hinter der Veto-Frage stand eigentlich die Frage nach dem Parlamentarismus, nach der Macht des Parlaments gegenüber der kaiserlichen Regierung. Das suspensive Veto setzte sich dann unter anderem durch, weil das rechte Zentrum die Zustimmung von links für ihren Plan brauchte, einen erblichen Kaiser zu wählen (Pakt Simon-Gagern).
Daher besagt § 80 zwar, dass Kaiser und Reichstag gemeinsam an der Gesetzgebung mitwirken, doch § 101 schränkt die Mitwirkung des Kaisers ein:

„§ 101. Ein Reichstagsbeschluß, welcher die Zustimmung der Reichsregierung nicht erlangt hat, darf in derselben Sitzungsperiode nicht wiederholt werden.
Ist von dem Reichstage in drei sich unmittelbar folgenden ordentlichen Sitzungsperioden derselbe Beschluß unverändert gefaßt worden, so wird derselbe, auch wenn die Zustimmung der Reichsregierung nicht erfolgt, mit dem Schlusse des dritten Reichstages zum Gesetz. Eine ordentliche Sitzungsperiode welche nicht wenigstens vier Wochen dauert, wird in dieser Reihenfolge nicht mitgezählt.“

Lehnt der Kaiser einen Beschluss (zum Beispiel ein Gesetz) ab, dann kann der Reichstag in der übernächsten Sitzungsperiode den Beschluss trotzdem durchsetzen. Die §§ 104–109 enthalten Bestimmungen zu den Sitzungsperioden; einberufen wurde der Reichstag vom Kaiser.
Zum Vergleich: Laut der späteren Bismarckschen Reichsverfassung von 1867/1871 mussten Reichstag und Bundesrat einem Gesetz zustimmen. Der Reichstag war ein vom Volk gewähltes Einkammerparlament, der Bundesrat ein Organ der Regierungen der Einzelstaaten. Durch die Stärke Preußens im Bundesrat konnte de facto kein Gesetz ohne Zustimmung der konservativen preußischen Regierung verabschiedet werden.

## Folgen
Die Gesetze und Beschlüsse der Reichsversammlung und die Verordnungen der Zentralgewalt sind von den Einzelstaaten teilweise anerkannt worden, teilweise nicht. Ein typisches Beispiel ist der Huldigungserlass des Reichskriegsministers im Sommer 1848: Alle Staaten haben ihre Truppen dem Reichsverweser huldigen lassen, mit Ausnahme der größten Staaten.
Der wiederhergestellte Deutsche Bund wies die Staaten am 23. August 1851 an, zu überprüfen, ob seit 1848 in ihrem Gebiet Recht erlassen wurde, das mit den Grundsätzen des Bundes nicht vereinbar ist. Zeitgleich mit diesem Bundesreaktionsbeschluss forderte der Bund, die Grundrechte des deutschen Volkes vom 27. Dezember 1848 in den Staaten „als aufgehoben zu erklären“, sie seien nicht rechtsgültig.
Dagegen blieb das Reichsgesetz über die Allgemeine Deutsche Wechselordnung in fast allen deutschen Ländern in Kraft. 1869/1871 wurde es Gesetz des Norddeutschen Bundes bzw. des Deutschen Reiches. Das Reichswahlgesetz wurde ebenfalls für den Norddeutschen Bund verwendet.

## Liste der Reichsgesetze
- Reichsgesetz über die Einführung einer provisorischen Zentralgewalt für Deutschland vom 28. Juni 1848
- Reichsgesetz betreffend die Verkündung der Reichsgesetze und der Verfügungen der provisorischen Zentralgewalt vom 27. September 1848
- Reichsgesetz, betreffend das Verfahren im Falle gerichtlicher Anklagen gegen Mitglieder der verfassunggebenden Reichsversammlung vom 30. September 1848
- Reichsgesetz zum Schutze der verfassunggebenden Reichsversammlung und der Beamten der provisorischen Zentralgewalt vom 10. Oktober 1848[9]
- Reichsgesetz betreffend die Einführung einer deutschen Kriegs- und Handelsflagge vom 12. November 1848
- Reichsgesetz betreffend die Einführung einer allgemeinen Wechselordnung für Deutschland vom 24. November 1848
- Finanz-Gesetz für die Monate September, October, November und December 1848 vom 22. Dezember 1848
- Reichsgesetz betreffend die Grundrechte des deutschen Volkes vom 27. Dezember 1848
- Reichsgesetz betreffend die Schließung der öffentlichen Spielbanken und Aufhebung der Spielpachtverträge vom 8. Januar 1849
- Reichsgesetz über die Wahlen der Abgeordneten zum Volkshause vom 12. April 1849
- Reichsgesetz über die Taggelder und Reisegelder der Abgeordneten zum Reichstage vom 12. April 1849

## Belege
1. ↑  Ulrich Huber: Das Reichsgesetz über die Einführung einer allgemeinen Wechselordnung für Deutschland vom 26. November 1848. In: JuristenZeitung, 33. Jg., Nr. 23/24 (8. Dezember 1978), S. 785–791, hier S. 789.
2. ↑  Ulrich Huber: Das Reichsgesetz über die Einführung einer allgemeinen Wechselordnung für Deutschland vom 26. November 1848. In: JuristenZeitung, 33. Jg., Nr. 23/24 (8. Dezember 1978), S. 785–791, hier S. 789.
3. ↑  Ulrich Huber: Das Reichsgesetz über die Einführung einer allgemeinen Wechselordnung für Deutschland vom 26. November 1848. In: JuristenZeitung, 33. Jg., Nr. 23/24 (8. Dezember 1978), S. 785–791, hier S. 790/791.
4. ↑  Ralf Heikaus: Die ersten Monate der provisorischen Zentralgewalt für Deutschland (Juli bis Dezember 1848). Diss. Frankfurt am Main, Peter Lang, Frankfurt am Main [u. a.] 1997, S. 127.
5. ↑  Ralf Heikaus: Die ersten Monate der provisorischen Zentralgewalt für Deutschland (Juli bis Dezember 1848). Diss. Frankfurt am Main, Peter Lang, Frankfurt am Main [u. a.] 1997, S. 127–129, Fn. 288.
6. ↑  Manfred Botzenhart: Deutscher Parlamentarismus in der Revolutionsszeit 1848–1850. Droste Verlag, Düsseldorf 1977, S. 642.
7. ↑  Manfred Botzenhart: Deutscher Parlamentarismus in der Revolutionszeit 1848–1850. Droste Verlag, Düsseldorf 1977, S. 646/647.
8. ↑  Manfred Botzenhart: Deutscher Parlamentarismus in der Revolutionszeit 1848–1850. Droste Verlag, Düsseldorf 1977, S. 688/689.
9. ↑  Frank Engehausen: Werkstatt der Demokratie. Die Frankfurter Nationalversammlung 1848/49. Campus Verlag: Frankfurt / New York 2023, S. 158–160.